# HMS Quentin
Lo HMS Quentin (pennant number G78) fu un cacciatorpediniere della Royal Navy britannica, entrato in servizio nell'aprile del 1942 come prima unità della classe Q.
Entrato in linea nel pieno della seconda guerra mondiale, il Quentin operò in missioni di scorta nella zona dei Caraibi e nel teatro bellico del mar Mediterraneo, partecipando in particolare alla battaglia di mezzo agosto e all'operazione Torch. Il 2 dicembre 1942, mentre rientrava alla base dopo la vittoriosa battaglia del banco di Skerki della notte prima, il cacciatorpediniere finì sotto l'attacco di velivoli della Luftwaffe nelle acque a settentrione della Tunisia: centrato da una bomba, affondò in pochi minuti.

## Storia

### Prime operazioni
Ordinata ai cantieri della J. Samuel White di Cowes nel dicembre 1940, la nave fu impostata il 25 settembre 1940 e quindi varata il 5 novembre 1941 con il nome di Quentin (un nome proprio inglese), prima e unica unità della Royal Navy a portare questo nome. Entrata in servizio il 12 aprile 1942, la nave fu assegnata in forza alla Home Fleet e svolse quindi attività di addestramento nella base di Scapa Flow; all'inizio di giugno il cacciatorpediniere fu invece ridislocato a Freetown per svolgere attività di scorta a favore dei convogli di mercantili nelle acque dell'oceano Atlantico fino ai primi di luglio, quando rientrò a Scapa Flow.
All'inizio di agosto il Quentin fu assegnato all'operazione Pedestal, l'invio di un convoglio di rifornimento massicciamente scortato dal Regno Unito all'isola di Malta, assediata dalle forze dell'Asse. Dopo il suo ingresso nel mare Mediterraneo il 9 agosto il convoglio fu attaccato dale forze aeronavali italo-tedesche, dando luogo alla cosiddetta battaglia di mezzo agosto: il Quentin dovette sostenere ripetuti attacchi aerei nemici, ma non subì alcun danno e rientrò a Gibilterra il 15 agosto per riprendere con i servizi di scorta in Atlantico. Raggiunta Freetown il 20 agosto, il 24 seguente il Quentin ne ripartì in coppia con il cacciatorpediniere HMS Pathfinder per scortare la nave da battaglia HMS Queen Elizabeth diretta ai cantieri di Norfolk negli Stati Uniti per riparare i danni causati dai sabotatori italiani ad Alessandria d'Egitto nel dicembre 1941.
Arrivato nelle acque americane, il cacciatorpediniere fu inviato nella zona dei Caraibi per svolgere compiti di scorta e di pattugliamento anti-sommergibili lungo la rotta tra Freetown e le Indie occidentali; il 3 settembre, a nord-est di Trinidad, il Quentin e i cacciatorpediniere Pathfinder e HMS Vimy diedero la caccia e affondarono con bombe di profondità il sommergibile tedesco U-162. L'unità continuò con le operazioni nelle acque caraibiche e atlantiche fino ad ottobre, quando fu richiamata a Gibilterra per prendere parte all'operazione Torch, lo sbarco dei reparti anglo-statunitensi nelle colonie francesi del Nordafrica; assegnato alla Central Task Force alleata, l'8 novembre il Quentin fece quindi parte delle forze di copertura in appoggio allo sbarco delle truppe alleate a Orano, per poi pattugliare le acque dell'Algeria in funzione anti-sommergibili.

### L'affondamento
Riassegnato alla Force Q incaricata di contrastare il traffico di rifornimento dell'Asse verso la Tunisia, il 28 novembre 1942 il Quentin collaborò, in coppia con il cacciatorpediniere australiano HMAS Quiberon, all'affondamento del sommergibile italiano Dessiè al largo di Bona in Algeria; dopo il rientro a Bona, l'unità prestò assistenza al cacciatorpediniere HMS Ithuriel, rimasto gravemente danneggiato durante un'incursione aerea tedesca sul porto.
Nel pomeriggio del 1º dicembre seguente il Quentin e il Quiberon lasciarono Bona di scorta ai tre incrociatori della Force Q, inviati ad attaccare un convoglio dell'Asse diretto verso la Tunisia e segnalato a settentrione di Capo Bon; l'azione sfociò, nella notte tra il 1º e il 2 dicembre, nella battaglia del banco di Skerki: il convoglio fu completamente distrutto con l'affondamento di quattro mercantili carichi di truppe e rifornimenti oltre che del cacciatorpediniere italiano Folgore. La Force Q non aveva subito alcuna perdita nello scontro, ma la mattina del 2 dicembre, mentre rientrava verso Bona, fu attaccata al largo dell'isola tunisina di La Galite prima da aerosiluranti Heinkel He 111 e poi da bombardieri Junkers Ju 88 tedeschi: intorno alle 06:36 una bomba da 500 kg (scambiata al momento per un siluro) colpì la fiancata del Quentin, causando danni gravissimi e rendendo la situazione subito disperata.
Mentre gli attacchi aerei proseguivano, il Quiberon si avvicinò per evacuare l'equipaggio del Quentin; il relitto del cacciatorpediniere colò a picco nel giro di quattro minuti nella posizione 37º 32' N, 08º 32' E con un totale di 20 morti tra il suo equipaggio.